# St Martin's
Pour les articles homonymes, voir Saint-Martin.

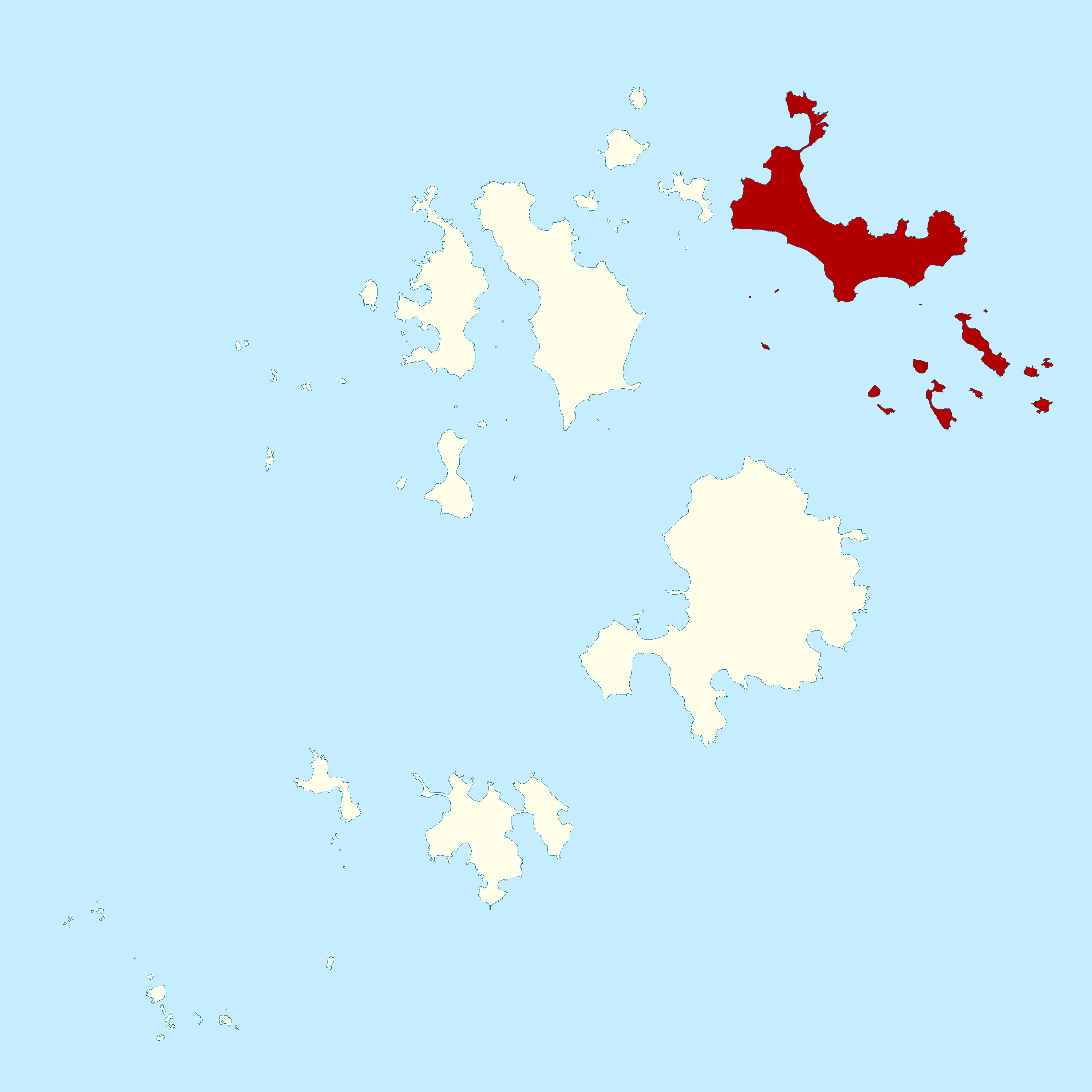
Localisation de la paroisse de St Martin's dans l'archipel des Sorlingues.

St Martin's (Brechiek en cornique) est une île de l'archipel des Sorlingues, au sud-ouest de l'Angleterre.
Sa superficie est de 2,37 km2 en comptant l'îlot voisin de White Island, qui lui est relié au nord par une chaussée. St Martin's compte 142 habitants (2001), ce qui en fait la troisième île la plus peuplée des Sorlingues, après St Mary's et Tresco.
À la pointe nord-est de l'île se trouve un amer rouge et blanc de 11 mètres de haut.

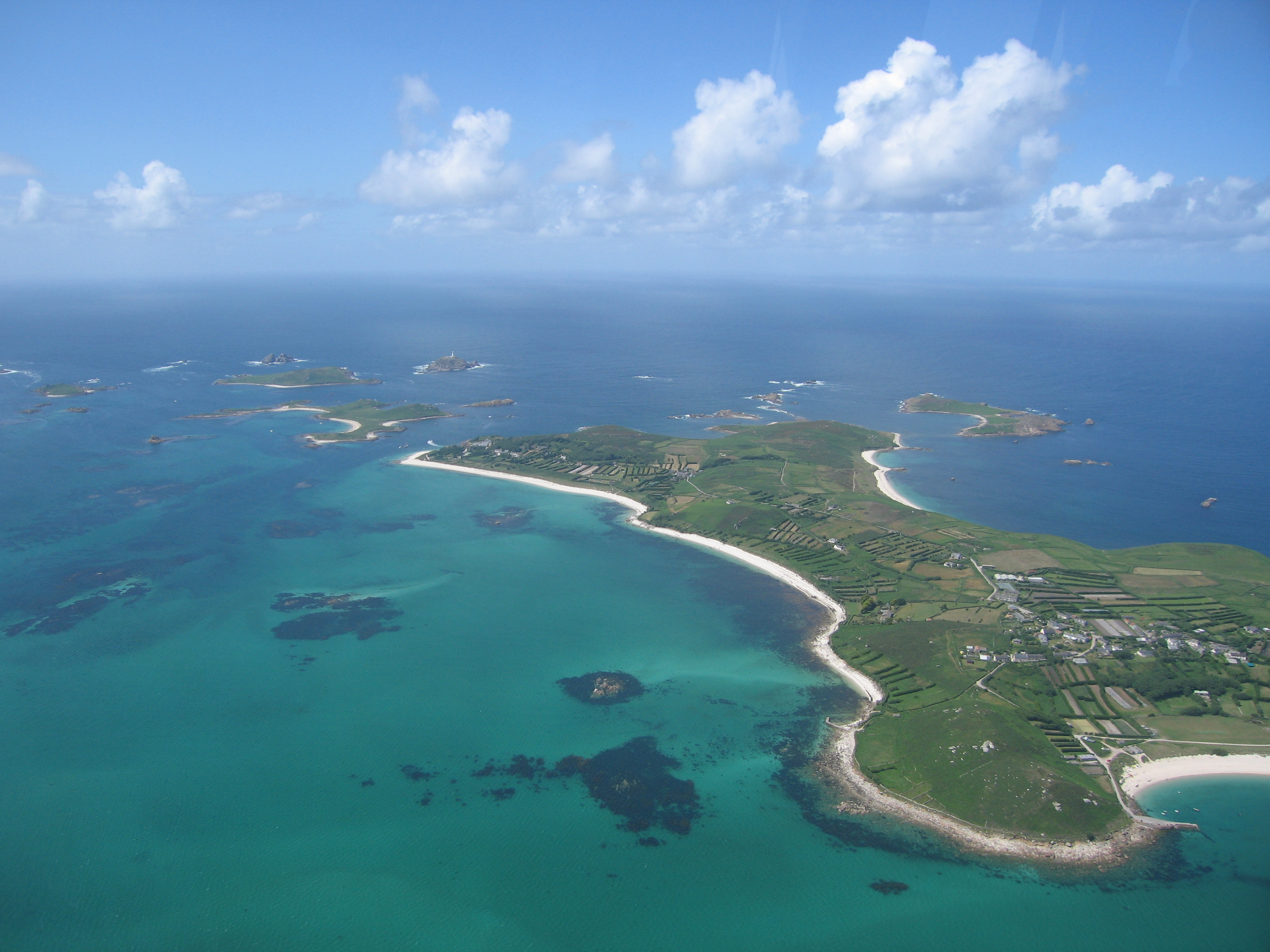
Vue aérienne de St Martin's.
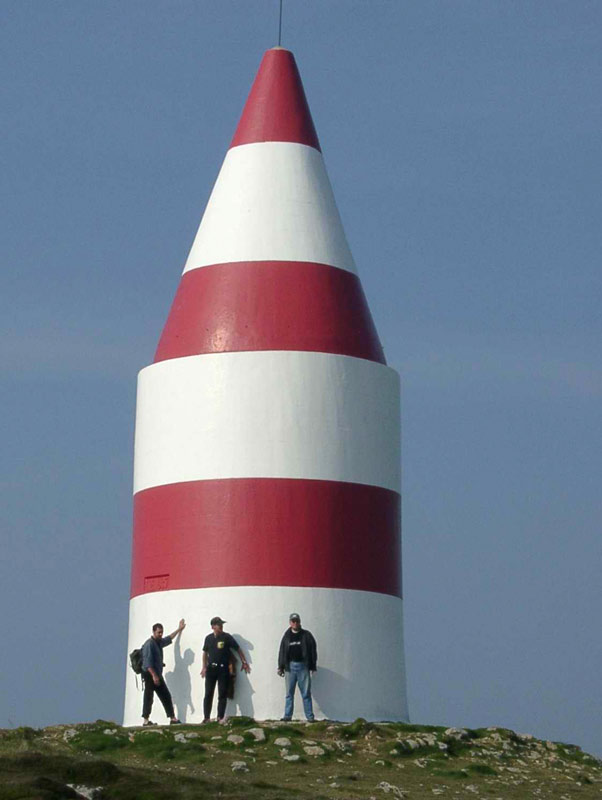
L'amer de St Martin's.